# Завьяловское (сельское поселение, Удмуртия)
Завья́ловское — упразднённое муниципальное образование со статусом сельского поселения в составе Завьяловского района Удмуртии.
Административный центр — село Завьялово.
25 июня 2021 года упразднено в связи с преобразованием муниципального района в муниципальный округ.

## Географические данные
Находится в центральной части района, граничит:
- на севере с Октябрьским сельским поселением, Первомайским сельским поселением и Якшурским сельским поселением
- на востоке с Казмасским сельским поселением
- на юго-востоке с Гольянским сельским поселением
- на юге с Бабинским сельским поселением
- на юго-западе с Каменским сельским поселением
- на западе с территорией, подчинённой мэрии Ижевска

По территории поселения протекает река Позимь, её притоки Быдвайка и Мартьяновка и приток Быдвайки Шурдымка.

## История
Завьяловский сельсовет Завьяловской волости был образован в 1924 году.
В 1929 году он входит во вновь образованный Ижевский район, а в 1939 году — в Завьяловский район. В 1954 году к нему присоединяется Новочультемский сельсовет.
В 1994 сельсовет преобразуется в Завьяловскую сельскую администрацию, а в 2005 в результате реформы местного самоуправления — в Муниципальное образование «Завьяловское» (сельское поселение).

## Население
| 2010    | 2012    | 2013    | 2014    | 2015    | 2016    | 2017    |
| ------- | ------- | ------- | ------- | ------- | ------- | ------- |
| 11 279  | ↗11 634 | ↗11 891 | ↘11 864 | ↗12 013 | ↗12 451 | ↗12 829 |
| 2018    | 2019    | 2020    | 2021    |         |         |         |
| ↗13 011 | ↗13 340 | ↗13 659 | ↗13 955 |         |         |         |

## Населенные пункты
| Название          | Тип населённого пункта       | Население 2015 год | Почтовый индекс | ОКАТО          |
| ----------------- | ---------------------------- | ------------------ | --------------- | -------------- |
| Завьялово         | Село, административный центр | ↗11 066            | 427000          | 94 216 815 001 |
| Пычанки           | Деревня                      | ↗682               | 427000          | 94 216 815 002 |
| Башур             | Деревня                      | ↗125               | 427000          | 94 216 815 005 |
| Старое Мартьяново | Деревня                      | ↗1371              | 427006          | 94 216 815 003 |
| Новое Мартьяново  | Деревня                      | ↗35                | 427006          | 94 216 815 004 |
| Кашабеги          | Деревня                      | ↗10                | 427000          | 94 216 815 010 |
| Красный Кустарь   | Деревня                      | ↗54                | 427000          | 94 216 815 007 |
| Берёзка           | Деревня                      | ↗80                | 427000          | 94 216 815 012 |
| Кабаниха          | Починок                      | ↗7                 | 427000          | 94 216 815 006 |
| Шурдымка          | Деревня                      | ↗27                | 427000          | 94 216 815 008 |

На территории сельского поселения находятся садоводческие некоммерческие товарищества Родник, Энергетик-2, Север, Геолог, Полет, Агрохимик, Аэропорт-2, Восток и гаражно-строительные кооперативы Березка, Авиатор и Позимь.

### Упразднённые населённые пункты
| Название        | Тип населённого пункта | Год упразднения |
| --------------- | ---------------------- | --------------- |
| Новое Завьялово | Починок                | 1962            |
| Федоски         | Деревня                | 1983            |
| Быдвайка        | Деревня                | 1990            |

## Экономика
- ЗАО «Завьяловская геологоразведочная экспедиция»
- ООО «Спецоборудование»
- ГУЧ Завьяловский сельский лесхоз
- ГУЧ Межрайводхоз
- ОАО «Завьяловоагроснаб»
- НГДУ Ижгеодобыча
- ОАО «Волга Телеком» — районный узел электросвязи
- 26 крестьянских (фермерских) хозяйств, площадь сельхозугодий: 86,2 км²
- ЗАО «РосЕвроплант» — Русско-немецкое предприятие. Выращивание и реализация высококачественного семенного картофеля сортов немецкой селекции (с 2006 г.)

## Объекты социальной сферы
- МОУ «Завьяловская средняя общеобразовательная школа с углубленным изучением отдельных предметов»
- ГОУ «Завьяловская специальная (коррекционная) школа-интернат»
- Музыкальная школа
- МОУДОД Завьяловская детская школа искусств
- 4 детских сада
- 3 библиотеки
- 2 учреждения здравоохранения
- 2 фельдшерско-акушерских пункта
- Музей
- МУ Комплексная ДЮСШ
- 5 клубов